# Liste der Baudenkmale in Steinkirchen (Altes Land)
In der Liste der Baudenkmale in Steinkirchen sind alle Baudenkmale der niedersächsischen Gemeinde Steinkirchen aufgelistet. Die Quelle der  Baudenkmale ist der Denkmalatlas Niedersachsen. Der Stand der Liste ist der 15. Dezember 2021.

## Allgemein
In den Spalten befinden sich folgende Informationen:
- Lage: die Adresse des Baudenkmales und die geographischen Koordinaten. Kartenansicht, um Koordinaten zu setzen. In der Kartenansicht sind Baudenkmale ohne Koordinaten mit einem roten Marker dargestellt und können in der Karte gesetzt werden. Baudenkmale ohne Bild sind mit einem blauen Marker gekennzeichnet, Baudenkmale mit Bild mit einem grünen Marker.
- Bezeichnung: Bezeichnung des Baudenkmales
- Beschreibung: die Beschreibung des Baudenkmales. Unter § 3 Abs. 2 NDSchG werden Einzeldenkmale und unter § 3 Abs. 3 NDSchG Gruppen baulicher Anlagen und deren Bestandteile ausgewiesen.
- ID: die Objekt-ID des Baudenkmales
- Bild: ein Bild des Baudenkmales, ggf. zusätzlich mit einem Link zu weiteren Fotos des Baudenkmals im Medienarchiv Wikimedia Commons. Wenn man auf das Kamerasymbol klickt, können Fotos zu Baudenkmalen aus dieser Liste hochgeladen werden:

## Steinkirchen (Altes Land)

### Gruppe: Bergfried 11 und 13
Die Gruppe hat die ID 30900128. Das Wohn-/Wirtschaftsgebäude des frühen 18. und das Wohnhaus des späten 19. Jahrhunderts stehen im rechten Winkel zueinander und bilden einen entsprechenden gemeinsamen Eingangsbereich aus.

| Lage                                     | Bezeichnung               | Beschreibung | ID       | Bild |
| ---------------------------------------- | ------------------------- | --- | -------- | ---- |
| Bergfried 11 53° 33′ 25″ N, 9° 36′ 18″ O | Wohnhaus                  | Eingeschossiger Backsteinbau unter schiefergedecktem Satteldach. Symmetrisch aufgebaute Hauptfassade mit mittigem Eingangsrisalit über zwei Geschosse mit eigenem Satteldach, im übrigen Haus Drempelgeschoss, hier Ziersteinsetzungen in Backstein. Erbaut Ende des 19. Jahrhunderts. | 30927808 | BW   |
| Bergfried 13 53° 33′ 26″ N, 9° 36′ 16″ O | Wohn-/ Wirtschaftsgebäude | Giebelständiger Zweiständerbau in Fachwerk mit Backsteinausfachung, unter reetgedecktem Satteldach. Dreiteilig gestufter, dreifach über Knaggen vorkragender Wohngiebel. Dem entspricht der dreifach gebrochene Ortgang. Gefachausmauerungen in verschiedenen Backsteinmustern. Im Kern errichtet Anfang des 18. Jahrhunderts, Erdgeschosszone im 19. Jahrhundert erneuert; Wirtschaftsgiebel massiv in Backstein. | 30927828 | BW   |

### Gruppe: Ortskern
Die Gruppe hat die ID 30900095. Die Gruppe der repräsentativen Massivbauten des Ortskerns von Steinkirchen besteht aus der 1869 errichteten Apotheke und dem um 1880 gebauten Pfarrhaus.

| Lage                                   | Bezeichnung | Beschreibung | ID       | Bild |
| -------------------------------------- | ----------- | --- | -------- | ---- |
| Bürgerei 1 53° 33′ 40″ N, 9° 36′ 30″ O | Pfarrhaus   | Traufständiger zweigeschossiger Backsteinbau unter schiefergedecktem Satteldach. Hauptfassade zur Straße mit Putz- und Stuckgliederungen im Stil der Neorenaissance sowie einer vorgestellten Holzveranda. Erbaut als Pfarrhaus um 1880. | 30928049 | BW   |
| Bürgerei 3 53° 33′ 40″ N, 9° 36′ 31″ O | Apotheke    | Traufständiger zweigeschossiger Backsteinbau mit mittigem Zwerchgiebel, unter schiefergedecktem Satteldach. Fassendschmuck durch gelbe Backsteine für die fensterbegleitenden Profile, Lisenen und als Schmuckausfachung des Fachwerks der Giebeldreiecke. Erbaut als Apotheke 1869 (i). Südlich der Apotheke befindet sich zur Einfassung des Gartens ein zeitgenössischer schmiedeeiserner Zaun. | 30928071 |      |

### Gruppe: St. Martini et Nicolai
Die Gruppe hat die ID 30900117. Die St.-Martini-et-Nicolai-Kirche von Steinkirchen steht auf einer Wurt. Auf dem Kirchhof befinden sich ältere Grabsteine sowie ein Gefallenendenkmal. Begrenzt wird der Kirchhof westlich und südlich von verschiedenen Wohnbauten des 18. und 19. Jahrhunderts.

| Lage                                            | Bezeichnung       | Beschreibung | ID       | Bild |
| ----------------------------------------------- | ----------------- | --- | -------- | ---- |
| Kirchweg 1 53° 33′ 40″ N, 9° 36′ 30″ O          | Kirche            | Saalkirche aus Backstein mit Westturm aus Holz und dreiseitigem Ostabschluss. Reste eines romanischen Feldsteinbaues an der Nordwand des Langhauses erhalten. Um 1500 Neubau des Chores und der Schiffswände in Backstein mit breiten Spitzbogenfenstern. 1773 Umbau zur spätbarocken Saalkirche mit kräftigem, von Konsolen getragenem Dachgesims und Mansardwalmdach; der Glockenturm mit achteckigen Freigeschossen und hoher Barockhaube von 1696. Südwand der Kirche vollständig erneuert. | 30928521 |      |
| Kirchweg 1 53° 33′ 38″ N, 9° 36′ 29″ O          | Gefallenendenkmal | Niedriger Sandsteinpfeiler mit aufgesetztem Eisernen Kreuz in Stein. An den Seiten finden sich 80 Namen von Gefallenen aus Steinkirchen und Guderhandviertel. Errichtet um 1920. Nach 1945 ergänzt um drei Steinplatten im Rasen, auf denen die 81 Gefallenen des Zweiten Weltkrieges namentlich aufgeführt sind. | 30928541 | BW   |
| Kirchweg 1 53° 33′ 36″ N, 9° 36′ 27″ O          | Wohnhaus          | Kleiner eingeschossiger Backsteinbau, unter ziegelgedecktem Satteldach. Fassadengestaltung mit Ziersteinsetzung, zweiflügelige zeitgenössische Hauseingangstür. Erbaut in der zweiten Hälfte des 19. Jahrhunderts. | 30928559 | BW   |
| Kirchweg 3 53° 33′ 37″ N, 9° 36′ 25″ O          | Wohnhaus          | Giebelständig zum Kirchhof errichteter Zweiständerbau in Fachwerk mit Backsteinausfachung, unter reetgedecktem Satteldach. Wohngiebel dreifach über profilierten Knaggen vorkragend, symmetrische Giebelgestaltung, betont durch mittig angeordnete Ständer mit Fußstreben in allen Geschossen. Errichtet 1746 (i). | 30928580 |      |
| Carl-Holst-Straße 1 53° 33′ 38″ N, 9° 36′ 26″ O | Wohnhaus          | | 30928255 | BW   |

### Gruppe: Siedlungsreihe Deichweg
Die Gruppe hat die ID 30900106. Die Siedlungsreihe Deichweg in Steinkirchen besteht aus im 19. Jahrhundert errichteten Wohnbauten entlang des Lühedeichs.

| Lage                                         | Bezeichnung | Beschreibung | ID       | Bild |
| -------------------------------------------- | ----------- | --- | -------- | ---- |
| Deichweg 7 53° 33′ 37″ N, 9° 36′ 33″ O       | Gasthaus    | Traufständiger zweigeschossiger Backsteinbau, unter ziegelgedecktem Satteldach. Die Ost- und die Nordfassade als Schaufassaden gestaltet mit hell gefassten Fenster- und Türrahmungen sowie Gesimsbändern. Erbaut als Gasthaus um 1900. | 30928313 |      |
| Deichweg 8 53° 33′ 37″ N, 9° 36′ 33″ O       | Wohnhaus    | Kleines giebelständiges Fachwerkgebäude mit Backsteinausfachung, unter ziegelgedecktem Satteldach. Straßengiebel zweifach über Knaggen vorkragend, rückwärtiger Giebel ebenso. Errichtet um 1800.                                       | 30928333 |      |
| Deichweg 10 53° 33′ 37″ N, 9° 36′ 34″ O      | Wohnhaus    | Eingeschossiger traufständiger Backsteinbau, unter ziegelgedecktem Satteldach, mit je einem mittigen Zwerchhaus an beiden Traufseiten. Erbaut um 1900.                                                                                  | 30928353 | BW   |
| Deichweg 12 53° 33′ 38″ N, 9° 36′ 34″ O      | Wohnhaus    | Traufständiger Backsteinbau, unter ziegelgedecktem Satteldach. Erbaut im 19. Jahrhundert. | 30928371 | BW   |
| Deichweg 14 53° 33′ 38″ N, 9° 36′ 35″ O      | Wohnhaus    | Kleines giebelständiges Fachwerkgebäude mit Backsteinausfachung, unter ziegelgedecktem Satteldach. Straßengiebel massiv in Backstein mit Ziersteingliederungen. Errichtet im 19. Jahrhundert.                                           | 30928389 |      |
| Deichweg 16 53° 33′ 38″ N, 9° 36′ 35″ O      | Wohnhaus    | Traufständiger eingeschossiger Backsteinbau unter ziegelgedecktem Satteldach. Erbaut im 19. Jahrhundert. | 30928409 |      |
| Deichweg 18 53° 33′ 39″ N, 9° 36′ 35″ O      | Wohnhaus    | Traufständiges eingeschossiges Gebäude, im Kern ein Fachwerkbau mit Backsteinausfachung, Traufseiten jeweils massiv in Backstein; unter ziegelgedecktem Satteldach. Erbaut um 1800, vermutlich um 1900 teilmassiviert.                  | 30928427 |      |
| Deichweg 20 53° 33′ 39″ N, 9° 36′ 35″ O      | Wohnhaus    | Giebelständiger Backsteinbau, unter ziegelgedecktem Satteldach. Erbaut im 19. Jahrhundert. | 30928449 |      |
| Deichweg 22 / 24 53° 33′ 40″ N, 9° 36′ 36″ O | Wohnhaus    | Kleines traufständiges Backsteindoppelhaus, unter ziegelgedecktem Satteldach. Erbaut im 19. Jahrhundert. | 30928467 |      |
| Deichweg 26 53° 33′ 41″ N, 9° 36′ 36″ O      | Wohnhaus    | Traufständiges Backsteinhaus, unter ziegelgedecktem Satteldach. Erbaut im 19. Jahrhundert. | 30928503 |      |

### Einzelbaudenkmale
| Lage                                            | Bezeichnung               | Beschreibung | ID       | Bild |
| ----------------------------------------------- | ------------------------- | --- | -------- | ---- |
| Alter Marktplatz 9b 53° 33′ 36″ N, 9° 36′ 24″ O | Wohnhaus                  | Vierständerbau in Fachwerk mit Backsteinausfachung, unter ziegelgedecktem Satteldach, am Westgiebel mit Halbwalm. Ostgiebel dreifach vorkragend über Stichbalken, Doppelstielzimmerung im Erdgeschoss. Symmetrische Fassadengestaltung, ein auf Voluten ruhender Türgiebel markiert den mittigen Eingang. Errichtet in der ersten Hälfte des 19. Jahrhunderts als Altenteiler zu Bergfried 27, 1989 an den heutigen Standort versetzt. | 30928014 | BW   |
| Alter Marktplatz 12 53° 33′ 36″ N, 9° 36′ 30″ O | Wohn-/ Geschäftshaus      | Zweigeschossiges Wohnhaus in Fachwerk mit Backsteinausfachung, unter ziegelgedecktem Krüppelwalmdach, errichtet im letzten Viertel des 19. Jahrhunderts. Straßenseitig ergänzt um einen Backsteinanbau unter Ziegeldach aus dem zweiten Jahrzehnt des 20. Jahrhunderts. Der Anbau diente zunächst als Hotel, später als Geschäftsfläche.                                                                                               | 30928032 |      |
| Bergfried 2 53° 33′ 19″ N, 9° 36′ 21″ O         | Wohnhaus                  | Kleines eingeschossiges Fachwerkhaus mit Backsteinausfachung, unter reetgedecktem Halbwalmdach. Errichtet direkt auf dem Luhedeich als Landarbeiterhaus für zwei Familien (zwei Eingangstüren) um 1800. | 30927757 | BW   |
| Bergfried 5 53° 33′ 22″ N, 9° 36′ 19″ O         | Schule                    | Traufständig zur Straße errichteter eingeschossiger Backsteinbau unter ziegelgedecktem Satteldach. Symmetrisch aufgebaute Hauptfassade mit mittigem Eingangsrisalit über zwei Geschosse mit eigenem Satteldach, im übrigen Haus Drempelgeschoss, hier Ziersteinsetzungen in Backstein. Erbaut um 1900 als Schule von Steinkirchen. | 30927774 | BW   |
| Bergfried 9 53° 33′ 24″ N, 9° 36′ 19″ O         | Wohn-/ Wirtschaftsgebäude | Großes giebelständiges Hallenhaus in Fachwerk mit Backsteinausfachung, unter reetgedecktem Satteldach, am Wirtschaftsgiebel mit Walm. Der dreigeschossige, in den oberen beiden Ebenen auf Knaggen vorkragende Wohngiebel wird durch ein sehr gleichmäßiges Fachwerk charakterisiert. Errichtet um 1700, Erdgeschosszone im Wohnteil 1891 (i) maßgeblich überformt.                                                                    | 30927791 | BW   |
| Bergfried 18 53° 33′ 27″ N, 9° 36′ 21″ O        | Wohnhaus                  | Eingeschossiger Fachwerkbau mit Backsteinausfachung unter pfannengedecktem Satteldach, mit zweiachsigem Zwerchhaus in der Südfassade. Errichtet um 1890 direkt auf dem Lühedeich. | 30927848 | BW   |
| Bergfried 29 53° 33′ 32″ N, 9° 36′ 26″ O        | Wohn-/ Wirtschaftsgebäude | Großes giebelständiges Hallenhaus in Fachwerk mit Backsteinausfachung, unter reetgedecktem Satteldach, am Wirtschaftsgiebel mit Walm. Dreifache Vorkragung des Wohngiebels verkleidet mit profilierten Schalbrettern. Errichtet zu Beginn des 19. Jahrhunderts. | 30927867 | BW   |
| Bergfried 42 53° 33′ 32″ N, 9° 36′ 29″ O        | Gasthaus                  | Traufständiges Fachwerkgebäude mit Erd- und Drempelgeschoss unter schiefergedecktem Satteldach. Zweiachsiges Zwerchhaus in der westlichen Dachfläche. Fachwerk mit Backsteinausfachung, Erdgeschoss der Westfassade massiv in Backstein. Erbaut im 19. Jahrhundert als Gasthaus direkt auf der Deichkrone des Lühedeichs. | 30927884 | BW   |
| Bürgerei 13 53° 33′ 43″ N, 9° 36′ 32″ O         | Wohn-/ Wirtschaftsgebäude | Giebelständiger großer Zweiständerbau mit massiven Backsteinwänden, unter reetgedecktem Satteldach. Wohngiebel dreifach leicht vorkragend, mit Mitteleingang und Putzgliederung an den Ecken sowie an Fenstern und Türen. Erbaut um 1870. | 30928091 | BW   |
| Bürgerei 15 53° 33′ 45″ N, 9° 36′ 33″ O         | Wohn-/ Wirtschaftsgebäude | Großer giebelständiger Zweiständerbau in Fachwerk mit Backsteinausfachung, unter reetgedecktem Satteldach, am Wirtschaftsgiebel mit Walm. Errichtet 1743, 1809 (i) der Wohnteil verändert: Wohngiebel vierfach über Knaggen vorkragend, nahezu einheitlich symmetrische Gestaltung, aufwendige mittig liegende Hauseingangstür. | 30928110 | BW   |
| Bürgerei 15 53° 33′ 45″ N, 9° 36′ 33″ O         | Kopfsteinpflaster         | Südlich des Wohn-/Wirtschaftsgebäudes befindet sich eine kopfsteingepflasterte Fläche. | 30928636 | BW   |
| Bürgerei 27 53° 33′ 51″ N, 9° 36′ 34″ O         | Wohn-/ Wirtschaftsgebäude | Giebelständiger Zweiständerbau in Fachwerk mit Backsteinausfachung, unter reetgedecktem Satteldach. Wohngiebel dreifach vorkragend über Konsolen, deren Stirnseiten mit geschnitztem und bemaltem Beschlagwerk geschmückt sind. Errichtet 1618 (i), Erdgeschoss des Wohngiebels mit mittiger zweiflügeliger Hauseingangstür nachträglich verändert.                                                                                    | 30928130 | BW   |
| Bürgerei 37 53° 33′ 54″ N, 9° 36′ 36″ O         | Wohnhaus                  | Kleiner giebelständiger Fachwerkbau mit Backsteinausfachung, unter reetgedecktem Satteldach, am Westgiebel mit Halbwalm. Errichtet im 19. Jahrhundert. | 30928149 | BW   |
| Bürgerei 39 53° 33′ 55″ N, 9° 36′ 37″ O         | Wohn-/ Wirtschaftsgebäude | Giebelständiger Fachwerkbau mit Backsteinausfachung, mit massivem Wohngiebel in Backstein der Zeit um 1910. Unter reetgedecktem Satteldach. | 30928165 | BW   |
| Bürgerei 43 53° 33′ 57″ N, 9° 36′ 39″ O         | Wohn-/ Wirtschaftsgebäude | Giebelständiger Vierständerbau in Fachwerk mit Backsteinausfachung, unter reetgedecktem Satteldach. Straßenseitiger Wohngiebel um 1900 in Backstein errichtet, mit Ziergliederungen. Zeitgenössischer schmiedeeiserner Stackettzaun als Grundstücksbegrenzung zur Straße. | 30928183 | BW   |
| Bürgerei 68 53° 33′ 48″ N, 9° 36′ 37″ O         | Wohnhaus                  | Giebelständig zum Deich errichtetes Fachwerkhaus mit Backsteinausfachung, unter reetgedecktem Satteldach, am massiv in Backstein errichteten Westgiebel mit Krüppelwalm. Dieser ist symmetrisch gestaltet. Zargenfenster und zeitgenössische Türen erhalten. Errichtet in der ersten Hälfte des 19. Jahrhunderts. | 30928201 | BW   |
| Bürgerei 102 53° 34′ 2″ N, 9° 36′ 44″ O         | Wohnhaus                  | Zum Deich giebelständiger Fachwerkbau mit Backsteinausfachung, unter reetgedecktem Satteldach, am Deichgiebel mit Halbwalm. Hier über Knaggen vorkragender Giebel mit Schmuckausmauerung, errichtet 1798 (i). Westgiebel 1908 (i) in Backstein erneuert. | 30928236 | BW   |
| Huttfleth 19 53° 34′ 22″ N, 9° 36′ 16″ O        | Wohn-/ Wirtschaftsgebäude | Großer giebelständiger Zweiständerbau in Fachwerk mit Backsteinausfachung, unter reetgedecktem Satteldach, am Wirtschaftsgiebel mit Walm. Dreifach über Knaggen vorkragender Wohngiebel mit übereinanderstehenden Stützkonstruktionen im 19. Jahrhundert überarbeitet, hier Einfügung von zusätzlichen Stilen, wodurch eine Art Doppelstielkonstruktion entstand. Gebäude errichtet im 18. Jahrhundert.                                | 30927918 |      |
| Huttfleth 55 53° 34′ 40″ N, 9° 36′ 12″ O        | Wohn-/ Wirtschaftsgebäude | Giebelständiger Zweiständerbau in Fachwerk mit Backsteinausfachung, unter reetgedecktem Satteldach, am Wirtschaftsgiebel mit Walm. Wohngiebel dreifach vorkragend auf Knaggen, hier Balkenköpfe mit geschnitztem Blattwerk. Ausfachungen in ausgeprägten Mustern (Buntmauerwerk), auch an den Traufseiten. Errichtet um 1700. | 30927958 | BW   |